# Oda Nobutaka
Oda Nobutaka (織田信孝?   1558-1583) fue un samurái japonés del período Azuchi-Momoyama perteneciente al clan Oda.
Nobutaka fue el tercer hijo de Oda Nobunaga y fue adoptado por el clan Kanbe, por lo que también fue conocido como Kanbe Nobutaka (神戸信孝?).
Participó en las campañas de resistencia de 1583 en contra del ascenso al poder de Toyotomi Hideyoshi, hasta que cometió seppuku después de que el Castillo Gifu en el que se encontraba fuera asediado.